# Dendrobium carolinense
Dendrobium carolinense är en orkidéart som beskrevs av Rudolf Schlechter. Dendrobium carolinense ingår i släktet Dendrobium, och familjen orkidéer. Inga underarter finns listade i Catalogue of Life.